# Bunker Hill (Oregón)
Bunker Hill es un lugar designado por el censo del condado de Coos, Oregón, Estados Unidos. Según el censo de 2020, tiene una población de 1465 habitantes.
En los Estados Unidos, un lugar designado por el censo (traducción literal de la frase en inglés census-designated place, CDP) es una concentración de población identificada por la Oficina del Censo exclusivamente para fines estadísticos.
En este caso se trata, a todos los efectos prácticos, de un barrio de la ciudad de Coos Bay.

## Geografía
Está ubicado en las coordenadas 43°20′51″N 124°12′44″O / 43.34750, -124.21222 (43.34737, -124.212329).

## Demografía
Según la Oficina del Censo, en 2000 los ingresos medios de los hogares eran de $24,556 y los ingresos medios de las familias eran de $28,600. Los hombres tenían ingresos medios por $28,750 frente a los $18,750 que percibían las mujeres. Los ingresos per cápita eran de $10,570. Alrededor del 25.6% de la población estaba por debajo del umbral de pobreza.
De acuerdo con la estimación 2017-2021 de la Oficina del Censo, los ingresos medios de los hogares son de $57,935 y los ingresos medios de las familias eran de $59,256. Alrededor del 22.6% de la población está por debajo del umbral de pobreza.